# Osasio
Osasio (Osas in piemontese) è un comune italiano di 892 abitanti della città metropolitana di Torino in Piemonte, che dista dal capoluogo circa 30 chilometri a sud.
Ha una superficie di 4,5 chilometri quadrati per una densità abitativa di 201,97 abitanti per chilometro quadrato e sorge a 241 metri sopra il livello del mare.

## Geografia fisica

### Territorio

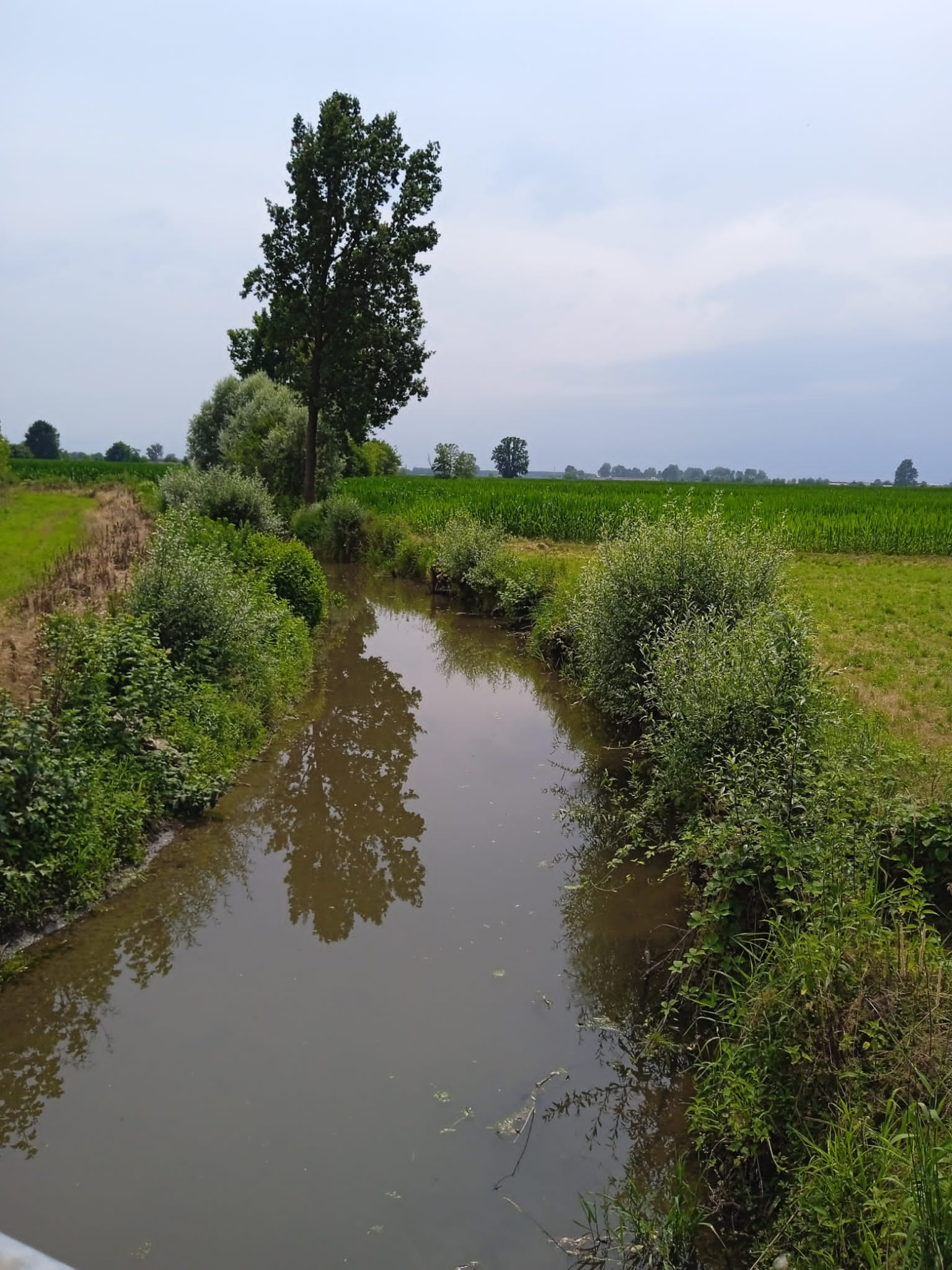
Rio Angiale, Osasio (To)

Le fertili terre che circondano Osasio sono percorse da due corsi d'acqua, le "bealere" Angiale o Gitana e Chisone. L'Angiale, le cui sorgenti sono site nella zona a sud di Vigone, nel territorio di Carignano prenderà il nome di Rivo Vuotasacca e sfocerà nel Po, così come il Chisone. Nel 1455, durante le opere di bonifica del territorio, Ludovico d'Acaja fece scavare il canale della Pancalera, alimentato dalle acque dell'Angiale. Queste canalizzazioni sono ancora fornite di interessanti opere idrauliche, che regolano il deflusso delle acque, realizzate con elementi in pietra e in muratura: chiuse (saraie) e partitori (spartiai). L'Angiale, viene chiamato dagli osasiesi Bialera del Mulin, poiché la sua acqua era sfruttata per il funzionamento di un mulino sito in località Borgonuovo e attivo fino alla metà degli anni '50.
Il centro del paese è costituito dall'elegante piazza Castello.

## Storia
Le notizie più antiche riguardanti Osasio, in origine noto come Olsazio, risalgono ai secoli XI e XII, quando fu feudo della Sacra di San Michele in Val di Susa. Si trova pressoché al confine tra le province di Torino e di Cuneo: allora era collocato al margine tra i possedimenti dei Conti di Savoia e il Marchesato di Saluzzo. Il Po rappresentava la linea di demarcazione tra i due stati.

Intorno alla metà del Duecento, quando il Conte di Savoia fu feudatario del comune di Asti per i territori in prossimità del Po compresi tra Vigone e Carignano, Osasio appartenne alla famiglia astigiana dei Bolla. In questo periodo i passaggi di proprietà del territorio osasiese si inseriscono nel quadro delle lotte tra i Savoia e il comune di Asti. Probabilmente, fu in seguito alla pace stipulata nel 1265 fra il conte Pietro II e gli astigiani, quando Carignano ritornò sabauda, che Osasio diventò feudo della famiglia carignanese dei Provana, fedeli vassalli di casa Savoia. Dal 1295, Osasio fu parte del Feudo di Filippo di Savoia, futuro Principe d'Acaja, che comprendeva una vasta zona del Piemonte a sud di Torino e alla sinistra del Po.
Nella prima metà del XV secolo il territorio osasiese era ancora prevalentemente paludoso e Ludovico d'Acaja, divenutone tenutario, affidò i terreni a ventiquattro famiglie con l'obbligo di bonificarle e di sfruttarne il raccolto in cambio di 300 ducati d'oro. Tale contratto, ancora conservato nell'archivio comunale, risale al 17 marzo 1440 ed è considerato l'atto di nascita del comune di Osasio. Tra gli assegnatari di appezzamenti si trovano i nomi di Michele Serassio, Giovanni Accastello, Amedeo Oberto, Giovanni Grella, Giovanni Vaudagna, Antonio Lezardi, Giovanni Ferrero, Antonio Cerutti, Giovanni Rossi, famiglie i cui discendenti ancora oggi vivono nel paese.

Verso la fine de XVI fu signore di Osasio anche Pietro Granetto  Signore di Costigliole Saluzzo.
Nel corso dell'Ottocento, il territorio osasiese passò per via di discendenza femminile ai conti Verrua, dai quali lo acquistarono in seguito i marchesi Amoretti di Envie.
A partire dal 1928, per diciotto anni durante il regime fascista, Osasio dipese dal vicino comune di Pancalieri; dal 1946 è tornato ad essere un comune autonomo.

### Simboli
Il gonfalone è un drappo di azzurro.

## Monumenti e luoghi d'interesse

### Chiesa parrocchiale della Santissima Trinità
Una chiesa o cappella doveva già essere presente in Osasio sin dal XIII secolo, perché è citata nel lungo elenco di processi sottoposti da papa Innocenzo V, nel 1245, all'abbazia di S. Michele della Chiusa. Un documento del 1440 sanciva il diritto delle famiglie osasiesi di possedere una chiesa. Fino al XV secolo, la chiesa di Osasio non doveva avere dignità di prevostura, che era assegnata solo alle chiese che possedevano un consistente patrimonio ed amministravano più strutture sul medesimo territorio. Ad esempio, la prevostura di Carignano aveva diritti sulla chiesa di Osasio. 
Nel 1456, questa chiesa fu conferita a un monaco dietro presentazione del proposto di S. Remigio. Ma già agli inizi del XVI secolo la chiesa ebbe titolo di parrocchia autonoma perché il 17 novembre 1508, a seguito di una bolla di papa Giulio II, il vescovo di Torino la unì a quella più potente di Pancalieri. 
Nel 1744, la parrocchia di Osasio, come si deduce dagli atti della visita patronale, era distinta e separata da altre parrocchie vicine. Essa fu sottoposta alla giurisdizione della Sacra di San Michele fino al 1801 quando fu aggregata alla diocesi di Torino. Nel 1797, infatti, nei territori annessi alta Francia nel corso delle campagne napoleoniche, furono applicate le leggi francesi sulla soppressione degli ordini religiosi e sulla costituzione civile del clero. Tali leggi coinvolsero anche la Sacra, quale perdette, insieme ai beni materiali, anche la giurisdizione spirituale, che passò nei 1801 ai vescovi diocesiani. Nel 1811 monsignor Giacinto della Torre conferì il titolo di vicario foraneo per le parrocchie di Carignano, Lombriasco e Osasio al prevosto di Carignano. 
Non è nota la data di erezione del primo edificio, tuttavia un documento rinvenuto negli archivi parrocchiali, risalente al 1632, indica alcuni particolari di estrema importanza. In quell'anno, come dettato dalle disposizioni del concilio di Trento, anche Osasio fu visitata dal vicario generale dell'abate di San Michele della Chiusa, per descrivere lo stato di conservazione degli edifici ecclesiastici e per esprimere un giudizio sull'attaccamento degli osasiesi al culto. Dal documento risulta che già esisteva una chiesa, più piccola di quella attuale. Si può ipotizzare che le dimensioni corrispondessero circa a quelle dell'attuale navata. Il verbale riporta infatti l'invito da parte del vicario di ingrandire l'edificio, ormai troppo piccolo per la necessità di culto dell'accresciuta comunità, ampliando posteriormente il coro nella zona dove allora sorgeva il cimitero, circa dove oggi vi è l'edificio delle scuole elementari. Si deduce che l'ampliamento della struttura risalga alla fine del Cinquecento o ai primi decenni del Seicento. 
L'edificio attuale dovrebbe corrispondere a quello descritto nel documento del 1632. Infatti, esso rispecchia ancora i canoni architettonici della fine del XVI secolo, che seguivano le indicazioni del cardinale Carlo Borromeo per gli edifici religiosi lombardi: aula unica, altare maggiore centrale e in bella evidenza, cappelle laterali scarsamente visibili all'ingresso del fedele nell'edificio. La navata unica imponeva che l'attenzione dei fedeli si focalizzasse sull'altare maggiore e sulla celebrazione del sacramento, senza essere distratta dalle devozioni minori, cui erano dedicati gli altari laterali. 
La facciata in mattoni a vista presenta una struttura lineare a due ordini sovrapposti, scanditi da lesene. Essa è completata da un frontone triangolare affiancata da due pinnacoli; il portale è sovrastato da una finestra serliana. La facciata della chiesa di Osasio, pur sviluppatosi in età barocca, recupera tratti tipici del tardomanierismo, quindi è pensabile che la sua impostazione risalga al XVII secolo. 

L'attuale abside risale al 1730, negli stessi anni va collocata anche la costruzione del campanile. Si tramanda che questo sia stato edificato con i mattoni del distrutto castello medievale. Risale invece ai decenni successivi l'ultimo ampliamento, che portò alla costruzione delle sacrestie. Nel 1760 la chiesa fu dedicata alla Santissima Trinità. 

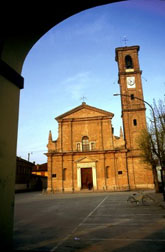
Chiesa parrocchiale: scorcio dall'ala del mercato di Piazza Castello

Nel resoconto di una nuova visita pastorale di monsignor Gabriele Ignazio Bogino, vicario del cardinal Giacomo Millio, abate commentario di S. Michele della Chiusa (1744), è descritto un edificio che corrisponde a grandi linee alla configurazione odierna. L'altare maggiore possedeva una mensa e un tabernacolo di marmo, con porta d'argento; dietro il presbiterio, chiuso da una balaustra, era collocato il coro; esisteva un organo a sei registri. I quattro altari minori, di fattura semplice, realizzati in laterizio e dipinti a modo di marmo, erano dedicati alla Madonna del Rosario, alla Natività di Maria, a S. Giuseppe e a S. Elisabetta. A ciascuno di essi faceva capo una compagnia religiosa, rispettivamente la compagnia del SS. Rosario, la compagnia del Suffragio, la compagnia della Dottrina Cristiana e la compagnia delle Umiliate. Ogni compagnia interveniva finanziariamente per abbellire la propria cappella. 
Gli altari attuali, in stile neobarocco, sono frutto di interventi novecenteschi che hanno in gran parte sostituito gli arredi originali. La stessa intonazione delle cappelle laterali fu variata nel corso del XIX e XX secolo: oggi gli altari sono dedicati alla Madonna Addolorata, al Sacro Cuore di Gesù e alla Consolata, mentre è rimasta invariata l'intitolazione del S. Rosario. 
Per quanto riguarda la decorazione pittorica all'interno, rilevanti sono gli affreschi della cupola e dei pennacchi sul presbiterio, risalenti al 1858 e attribuiti al pittore Crippa; essi raffigurano un coro di angeli con strumenti musicali e, nei pennacchi, i quattro Evangelisti. 
Nel coro dietro l'altare maggiore è posta una tela di Stefano Chiantore, datata 1835 e firmata dall'autore: essa rappresenta la Santissima Trinità che veglia su Osasio. Chiantore è anche l'autore della pala del primo altare di destra, raffigurante Maria tra santa Elisabetta e san Giovanni Nepomuceno. La pittura purtroppo fu alterata nel 1940 dal pittore Antonio Nicola, che vi sovrappose in alto una riproduzione della Madonna della Consolata. Pregevole è il quadro posto a destra della balaustra, che raffigura la Vergine che schiaccia il serpente tentatore: l'opera di autore ignoto risalirebbe al XVIII secolo. 
Nel 2008 si sono conclusi importanti lavori di restauro che hanno riportato l'interno dell'edificio all'aspetto originario, recuperando i colori originali che erano stati ricoperti da interventi successivi. Durante tale intervento è stata creata anche una cappella nella quale vengono celebrare alcune funzioni religiose ed è stato installato un nuovo altare in muratura realizzato secondo moderne linee architettoniche.

### Piazza Castello

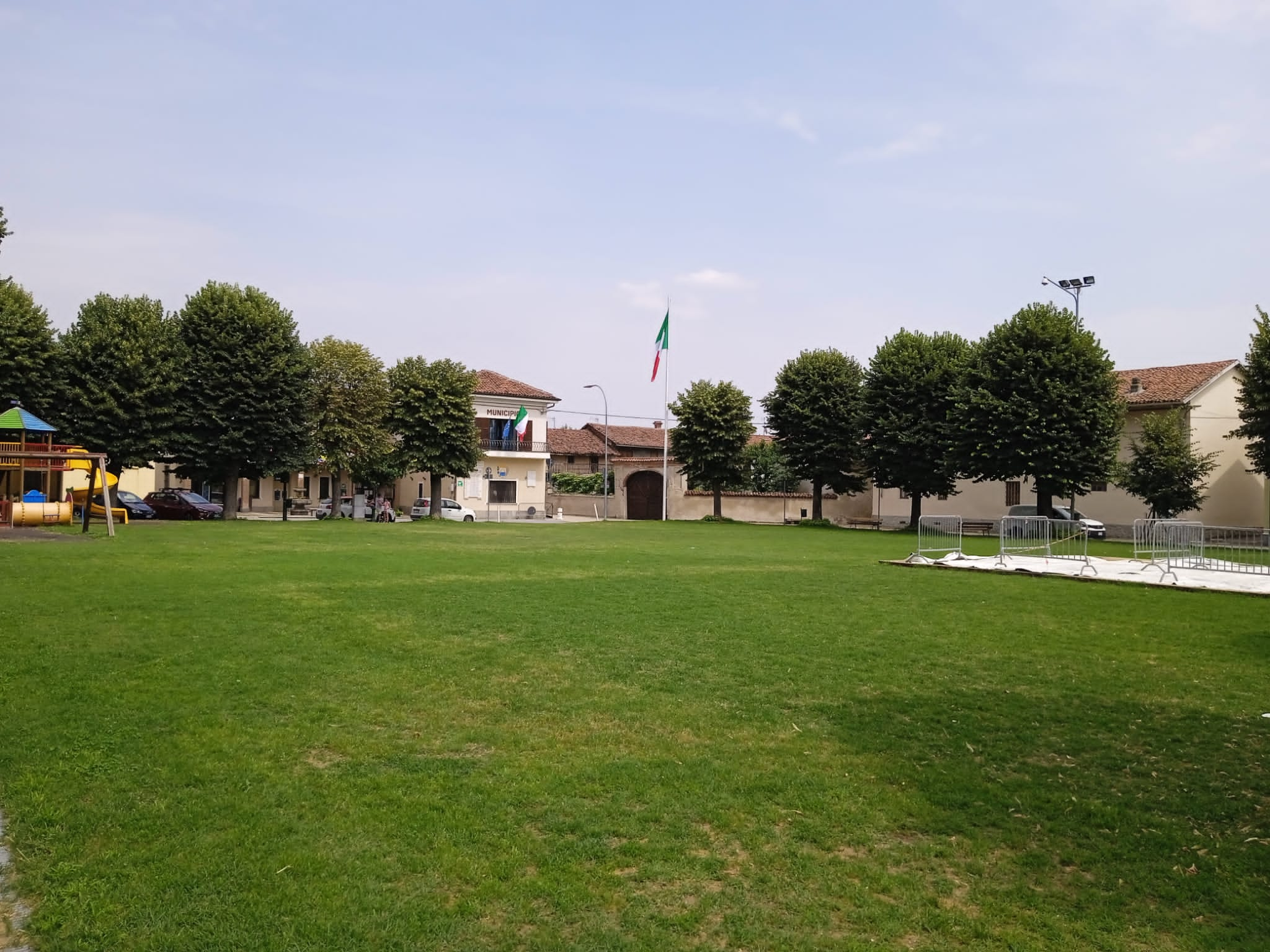
Veduta su Piazza Castello a Osasio

Il centro del paese è costituito dall'elegante piazza Castello, così denominata perché, secondo una tradizione orale, non comprovata da notizie documentarie certe, sul suo sito sorgeva il distrutto castello degli Acaja. In quanto fulcro della vita comunitaria del paese, presenta un aspetto alquanto anomalo, raramente riscontrabile in altri centri urbani: è una vasta area verde, circondata da tigli. Tuttavia, proprio questo carattere peculiare ne costituisce il pregio. Intorno ad essa e nelle vie adiacenti, si possono trovare diverse ville sei-settecentesche perfettamente restaurate. Alcune tra le principali vie del paese portano i nomi delle famiglie che hanno scritto la storia di Osasio, quali i Breme, i conti Verrua e i principi D'Acaja. Nei primi anni del XXI secolo è stata intitolata una nuova via a don Bartolomeo Sandri, che per cinquant'anni ha prestato servizio nella locale chiesa parrocchiale. 
Questa piazza rappresenta il centro del paese nonché il luogo di ritrovo della vita paesana, ad essa si affaccia la chiesa parrocchiale e nei dintorni vi sono situate le scuole elementari ed il Palazzo comunale. Una volta l'anno viene svolta la festa della Santissima Trinità, nella quale si ritrovano in piazza molti osasiesi o abitanti dei paesi vicini per mangiare e festeggiare insieme. La festa cade in primavera, la domenica successiva alla Pentecoste e dunque dopo il periodo pasquale.

### Chiesa dei Battuti o chiesa dello Spirito Santo

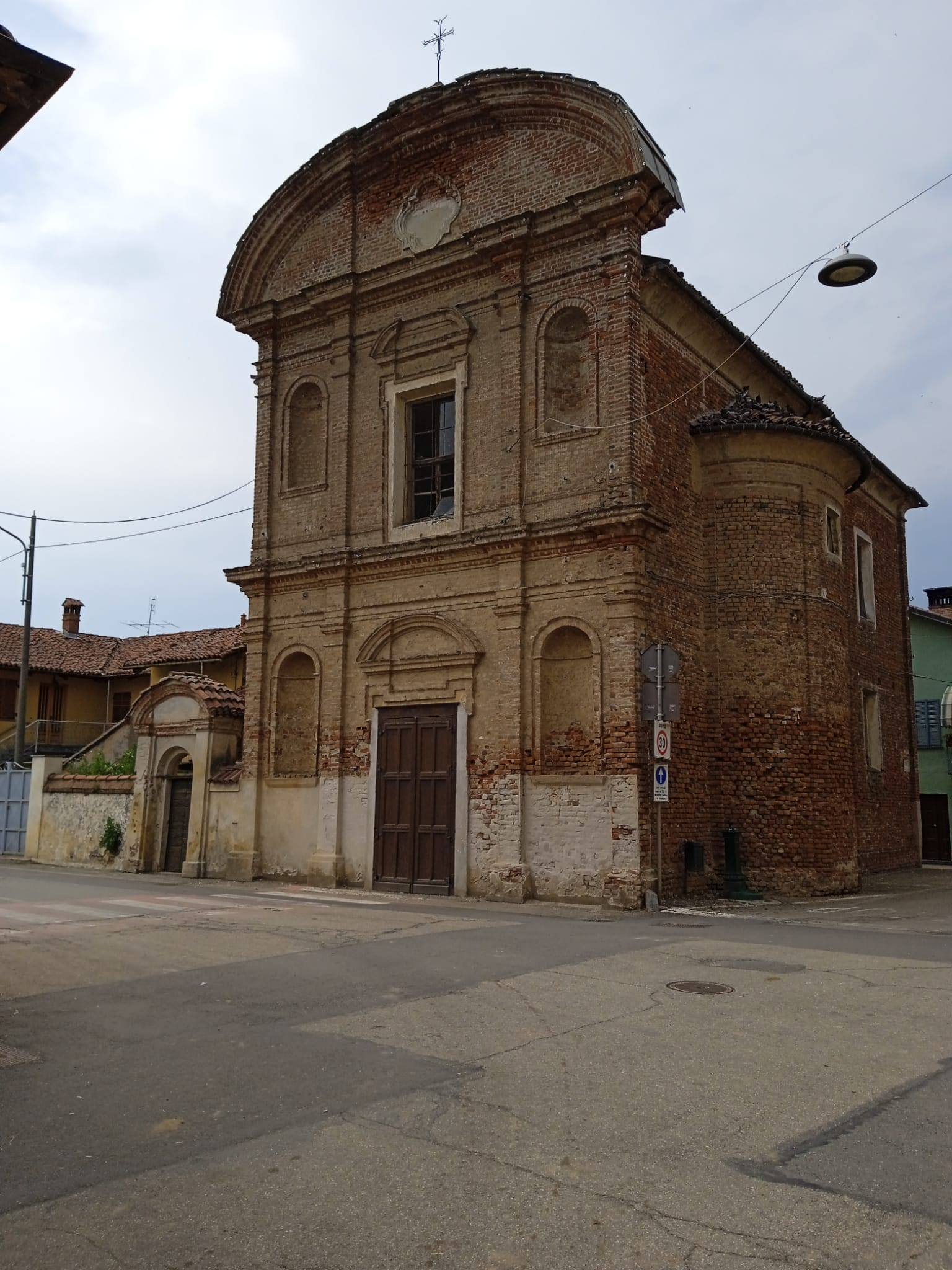
Veduta esterna della Chiesa dei Battuti o dello Spirito Santo a Osasio

La confraternita dello Spirito Santo, comunemente detta dei Battuti Bianchi, fu fondata in Osasio il 22 ottobre 1661, durante la visita del vicario generale di S. Michele della Chiusa. La confraternita doveva essere in stretto contatto con quella di Carignano, se nel 1723 il confratello don Giuseppe Bustino, prevosto di Osasio, donò alla chiesa dello Spirito Santo di Carignano un piedistallo per ostensorio di legno dorato con fregi ed appliques d'argento. Per la medesima chiesa, il sacerdote aveva già fatto dono, nel 1721, di una pisside ostensorio recante un'iscrizione dedicatoria e forse un calice.
Inizialmente, i confratelli ebbero, come luogo deputato alla preghiera e al canto, un semplice tabulatum (palco), posto sopra la porta principale della parrocchiale. Soltanto nei primi decenni del settecento fu costruita una chiesa propria della confraternita, in stile barocco. Non si conosce l'anno esatto della consacrazione. Secondo il resoconto della già citata visita pastorale del 1744, la chiesa fu terminata nel 1728; secondo altre fonti, essa fu ultimata nel 1724.
La facciata, in mattoni a vista come quella della parrocchiale, è sobria e lineare, è a due ordini ed è ornata da lesene e nicchie; è sormontata da un frontone di forma semiellittica. L'interno consiste in un'unica navata, ben illuminata, il presbiterio è separato dalla zona dei fedeli da gradini e non vi è balaustra. Vi sono tre altari: il maggiore è dedicato allo Spirito Santo e i due laterali sono intitolati a san Vincenzo Ferreri e san Francesco di Sales. Nell'abside, sopra gli stalli del coro, si trova il quadro titolare della chiesa: una tela raffigurante la Venuta dello Spirito Santo sopra gli apostoli, opera del pittore torinese Felice Cervetti (1753). La festa della confraternita dei battuti cadeva nel secondo giorno di Pentecoste.

### Cappella di San Rocco

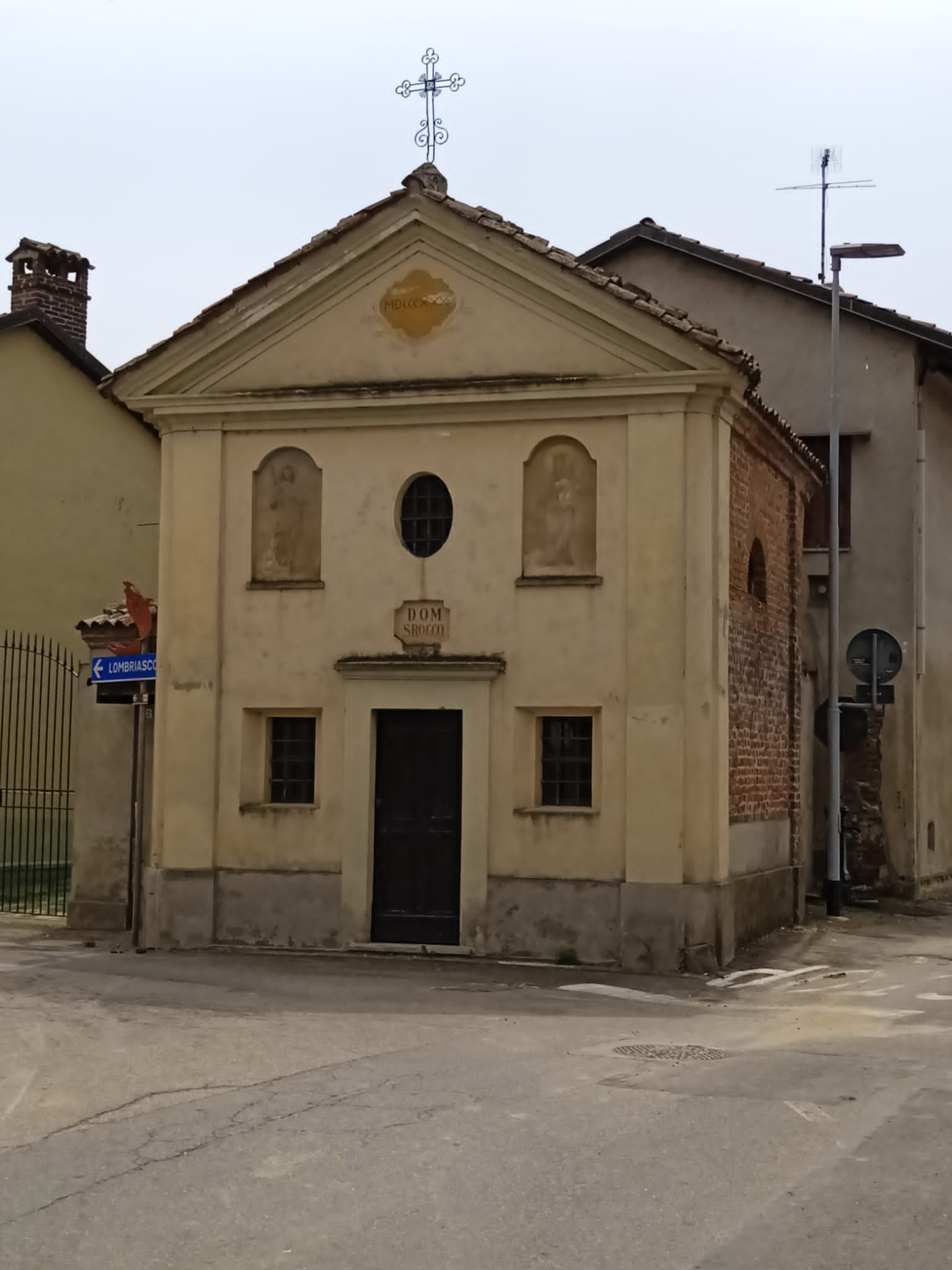
Veduta esterna della Cappella di San Rocco a Osasio

Essa è collocata all'incrocio tra la via omonima e via principi d'Acaja. Non si conosce la data esatta della sua costruzione. Il verbale della visita pastorale tenuta dal vicario generale della Sacra di San Michele nel 1716, riposta la notizia che essa esistesse già nel 1533 e che fosse proprietà delle famiglie dei Ferreri, probabilmente antenati delle famiglie Ferrero che attualmente possiedono la cappella. Dal già citato verbale della visita pastorale del 1632 sappiamo che in quell'anno essa era già intitolata a san Rocco. La dedicazione a tale santo, protettore contro la peste, è collegata alle epidemie che colpirono l'Italia Settentrionale tra il cinquecento ed il seicento, presumibilmente alla peste del 1598 che colpì gravemente Carignano o a quella del 1630.
L'edificio è a pianta rettangolare, con abside semicircolare, la facciata intonacata è chiusa da un timpano. Ai lati del portale, due affreschi collocabili tra la fine dell'Ottocento e l'inizio del novecento, raffigurano San Rocco e Maria SS. Ausiliatrice. All'interno è collocato un unico altare in laterizio, impreziosito da un paliotto in stucco nero con decorazioni floreali e un ovale centrale con l'immagine del Santo (opera del pittore e scultore carignanese Nelio Pecchio, XX secolo). Al di sopra di tale altare era collocata una tela settecentesca rappresentante la Madonna Assunta affiancata dai santi Rocco e Giuseppe.
Importanti lavori di restauro furono svolti a cura delle famiglie Ferrero nel 1830, data riportata sul cartiglio riposto sulla facciata, al di sopra del portale. Un importante intervento di ordine conservativo è stato effettuato nel 1998.

### Cappella della Madonna dei Sette Dolori
Situata all'interno del cimitero, poco fuori il centro abitato, questa cappella fu presumibilmente edificata nel XV secolo. Nel resoconto della visita pastorale del 1632, era già dedicata alla Madonna dei Sette Dolori.

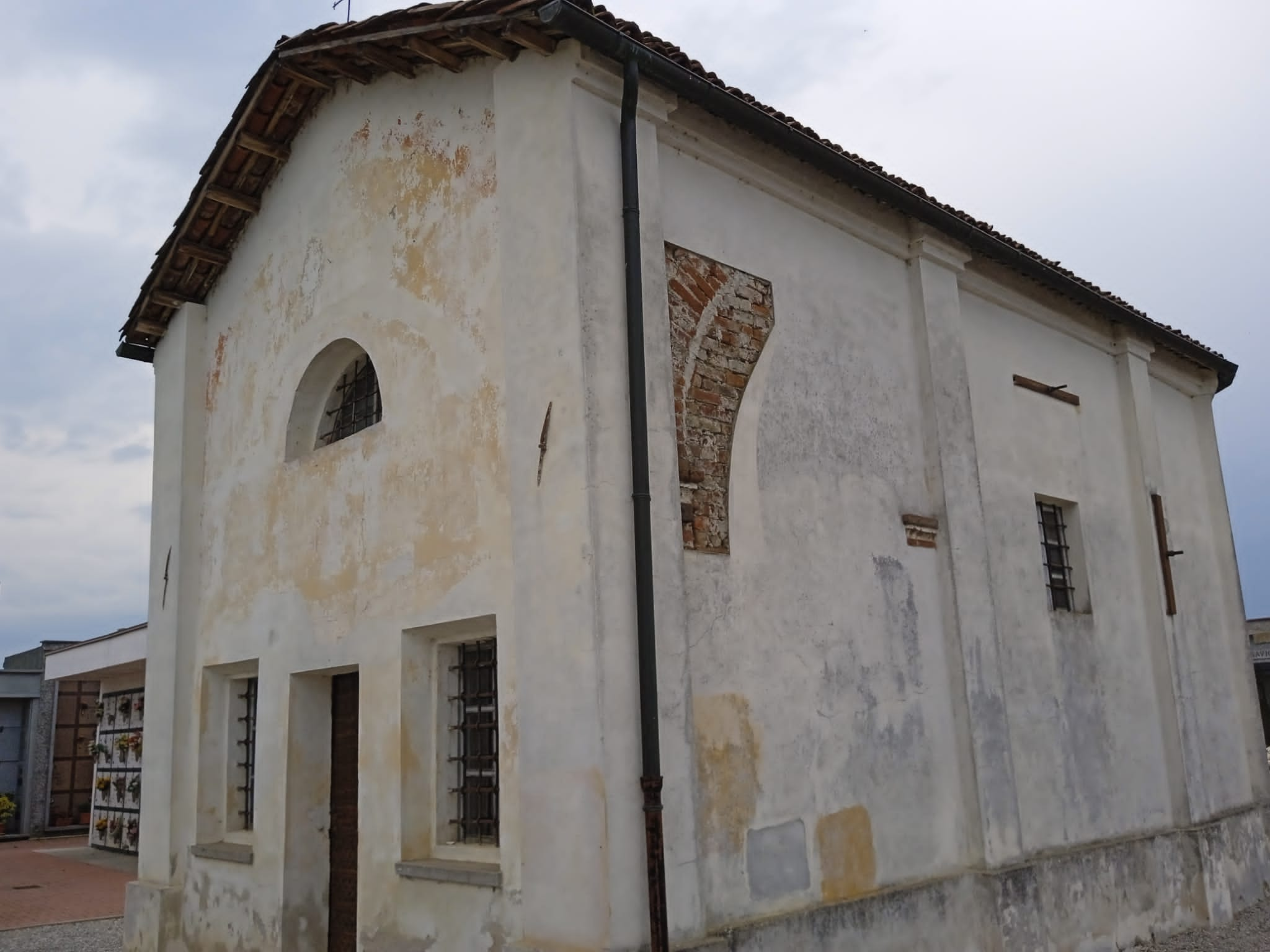
Veduta esterna della Cappella dei Sette Dolori all'interno del cimitero di Osasio

L'interno è impreziosito da alcuni affreschi, i più antichi dei quali databili all'inizio del Cinquecento e in parte deteriorati. Questi, risalenti all'epoca rinascimentale, raffigurano la Visita di Maria Santissima a santa Elisabetta e le sante Agata e Apollonia. Le sante vengono raffigurante con i segni del martirio: la mammella tagliata per la prima e il dente cavato per la seconda. Nonostante gli importanti interventi di conservazione dell'edificio avvenuti nel XX secolo, non è stata possibile una conservazione ottimale degli affreschi, che ad oggi risultano in gravi condizioni.
Sull'unico altare era in origine collocata una tavola raffigurante l'Annunciazione, dipinta da un ignoto pittore cinquecentesco sensibile a influssi fiamminghi. Si tramanda che il quadro sia stato fatto eseguire come ex-voto da un nobile marchese Romagnano, consignore di Virle, caduto da cavallo in prossimità della cappella senza riportare ferita alcuna. Per ragioni di sicurezza l'opera è attualmente conservata presso la Soprintendenza dei beni artistici e storici del Piemonte; una riproduzione fotografica si trova all'interno della chiesa parrocchiale. È probabile che i Romagnano siano stati i committenti anche degli affreschi già citati. Altre pitture con tono a volte fantasioso raffigurano la Natività e i simboli degli Evangelisti sulle vele della volta in stile rinascimentale, questi affreschi dovrebbero risalire al XIX secolo.

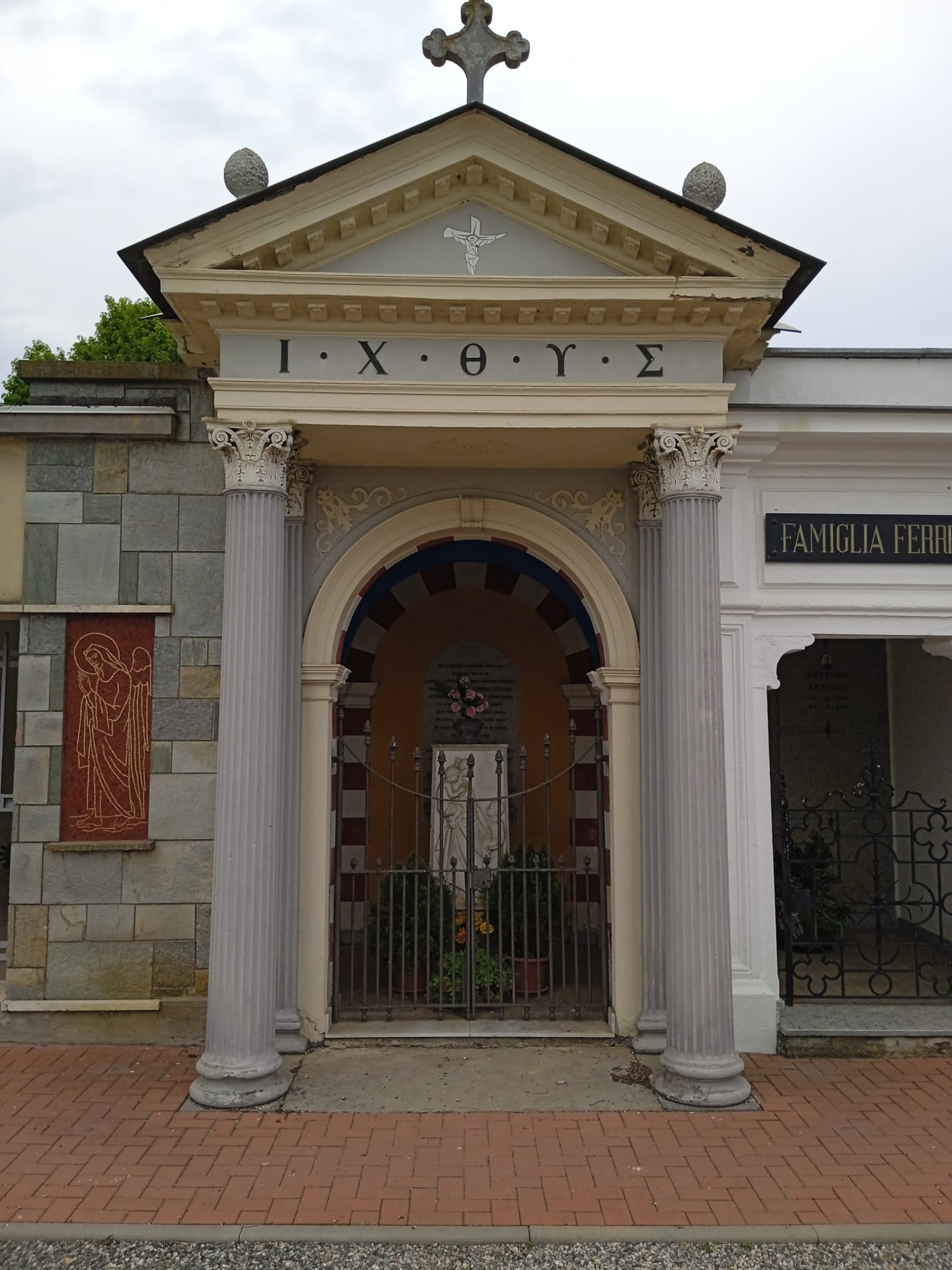
Tomba di Venceslao nei pressi del cimitero di Osasio (To)

### La tomba di Venceslao di Breme
Nel cimitero di Osasio riposa Venceslao Arborio Gattinara (Vienna, 1790 - Nizza Marittima, 1856), dei marchesi di Breme, conte di Sartirana, Ministro di Carlo Alberto di Savoia, re di Sardegna, in Olanda e in Prussia, Primo segretario di sua maestà nel Grande Magistero Mauriziano, Ministro di Stato (1844). La bella tomba è un esempio di arte neoclassica.

### Il Mulino di Borgonuovo e la cappella della S. Croce
Le fertili terre che circondano Osasio sono percorse in direzione sud-ovest e nord-est dalle bealere Angiale e Oitana. L'Angiale, la cui sorgente si trova nella campagna a sud di Vigone, entrando nel territorio di Carignano prende il nome di rivo Vuotasacco e confluisce nel Po. L'Oitana, proseguimento del Lemina, in prossimità della frazione Balbo si divide in due rami: il canale artificiale della Gora dei mulini, che confluisce nel Vuotasacco e l'Oitana propriamente detto che sfocia nel fiume Chisola nei pressi di La Loggia.

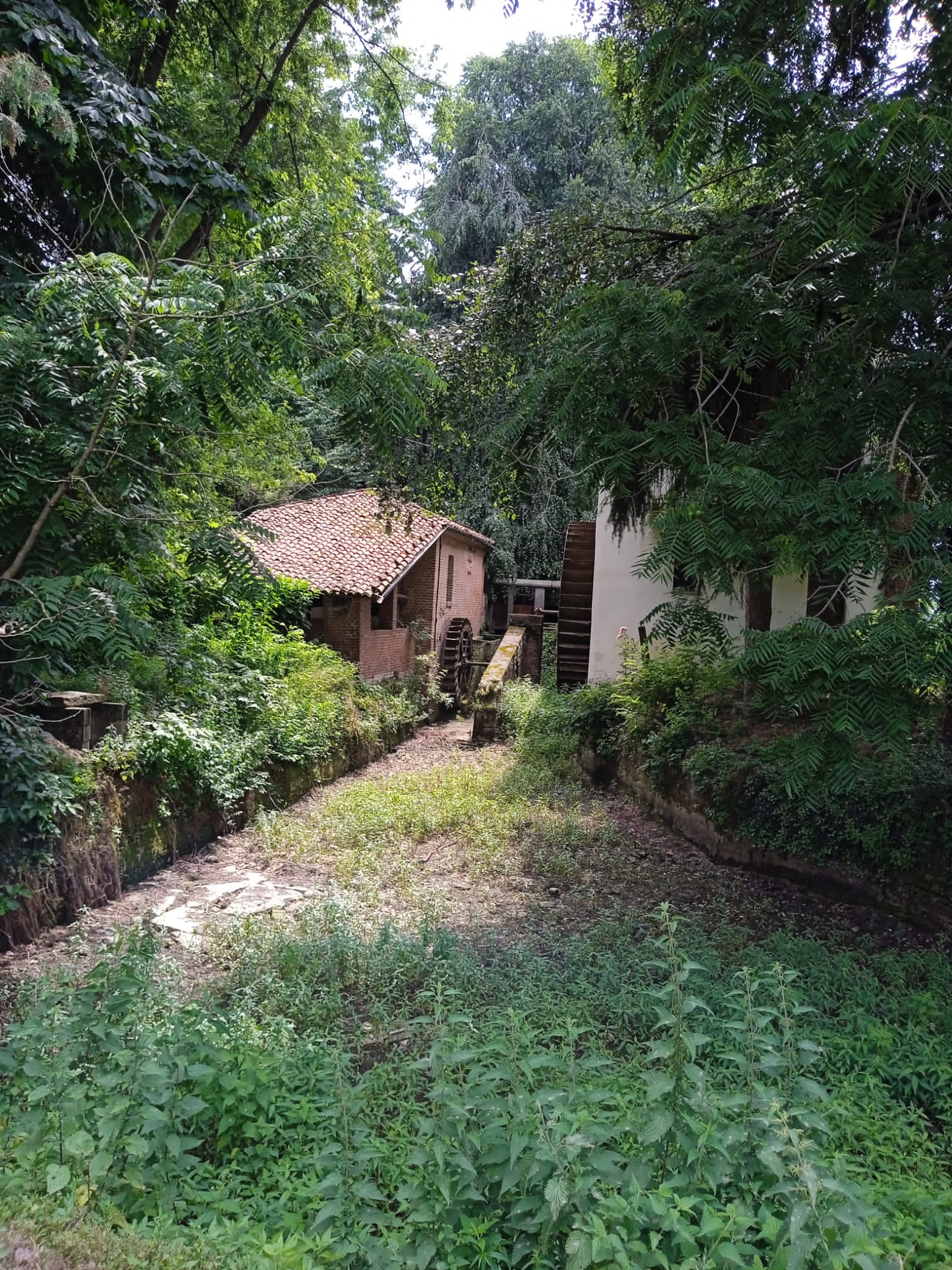
Antico mulino di Borgonuovo, a Osasio

Poiché il diritto sull'utilizzo delle acque era di primaria importanza per l'economia agricola delle campagne, i carignanesi ottennero dagli Acaja alcuni privilegi per lo sfruttamento delle acque che giungevano dal pinerolese. La comunità di Carignano fece pertanto deviare una bealera, formata dalle sorgive dell'Angiale, che muoveva pigramente il mulino di Pancalieri per poi gettarsi nel Po. La bealera fu rovinata da Ludovico di Savoia-Racconigi che intendeva così recar danno a Carignano. La comunità ricorse ad Amedeo VIII di Savoia, che confermò i diritti dei carignanesi, autorizzandoli a scavare un canale più grande dell'antico, con la clausola di versare ogni anno 100 sesterzi di grano della misura di Carignano (1455). Questo canale, noto con il nome di Pancalera, è ancora oggi in grado di portare acqua per i campi posti tra Pancalieri, Osasio, Lombriasco e la Borgata Brillante di Carignano.

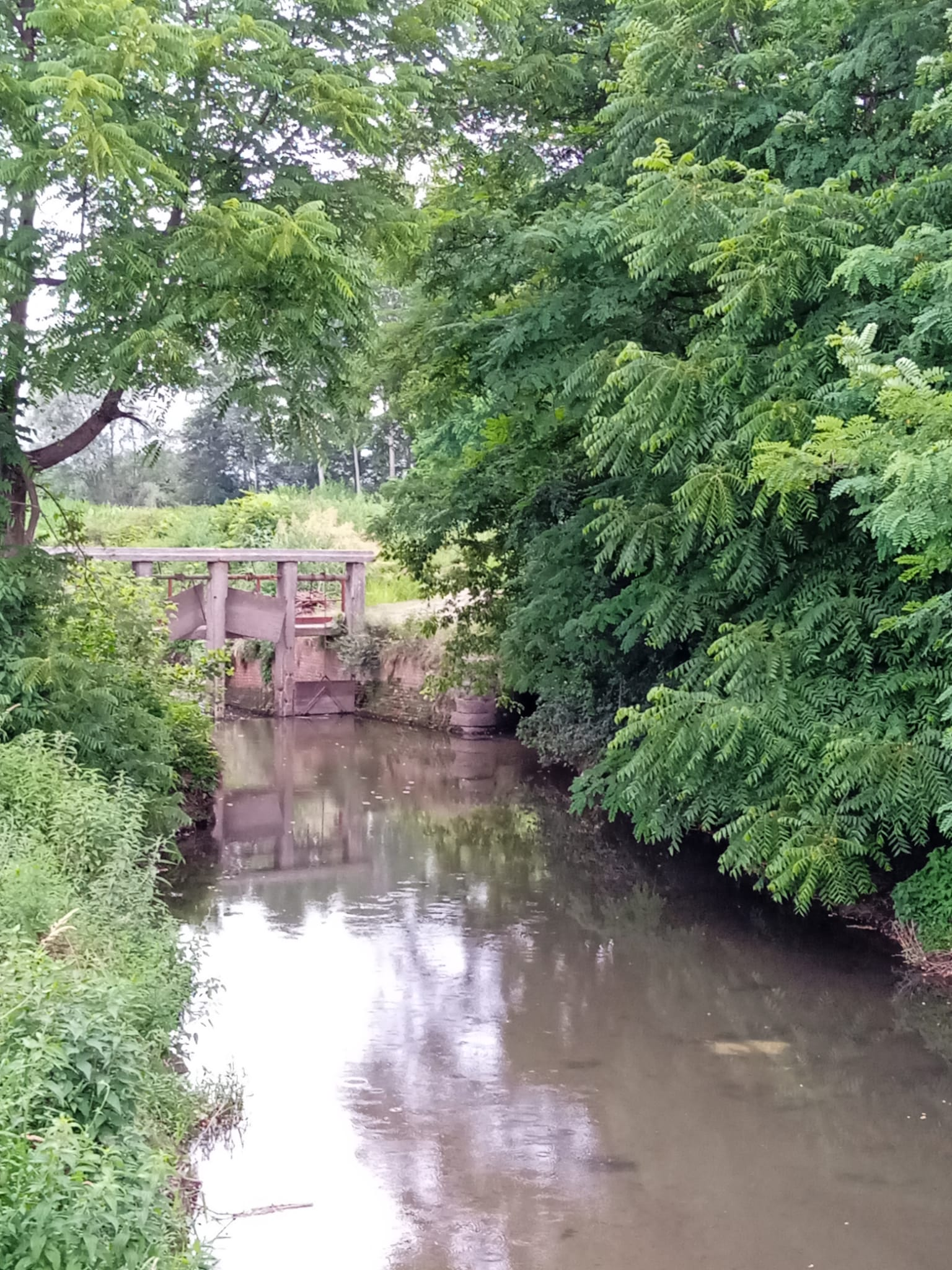
Rio Oitana, nei pressi della Borgata Balbo a Osasio (To)

Bealere e canali artificiali erano forniti di opere idrauliche che regolavano il deflusso e le ripartizione delle acque, realizzate con elementi di pietra e in muratura: ancora oggi balconere (chiuse), bocchetti (prese delle derivazioni), carcarole (sovrappassi per l'incrocio di canali) e partitori (punti di smistamento delle acque in più canali), sono visibili e in parte ben conservati. L'intera rete idrica fu oggetto per secoli di importanti interventi, per raddrizzare o deviare i corsi d'acqua, per renderli maggiormente funzionali all'irrigazione. In qualche caso, i progetti e le opere intraprese servivano ad evitare inondazioni dei campi e delle vie di accesso al comune. Ad esempio, nel 1730, l'ingegnere Giuseppe Antonio Suppo intervenne sulle questioni tra le comunità di Carignano, Osasio e Castagnole per i ponti che attraversavano la bealera Oitana e disegnò una planimetria dell'area interessata. Nel 1784, l'architetto Giovan Francesco Gariglietti, di Castagnole, esegue una pianta delle sorgenti che scaturivano nel territorio di Vigone e che erano utilizzate per irrigare i campi dei comuni di Osasio, Carignano e Pancalieri. Nel 1785, l'architetto Ignazio Antonio Giulio, in collaborazione con l'architetto Canavasso, progettò una balconera sulla bealera Oitana nella zona del Balbo, a seguito di cause sull'uso improprio delle acque intercorse tra Osasio e Carignano. Va notato che, per evitare questi furti di acqua, così importante per la sopravvivenza, la comunità di Carignano fece costruire, nel XVI secolo, alcune abitazioni vicino a uno dei partitori della bealera Oitana. Questo antico insediamento costituì la Borgata Balbo, oggi quasi totalmente posta nel territorio comunale di Osasio, anche se alcune abitazioni sono poste sotto la giurisdizione della città di Carignano. Questa zona, strettamente adiacente al corso d'acqua, è spesso soggetto di alluvioni e inondazioni nei periodi di maggiore piovosità e portata fluviale.

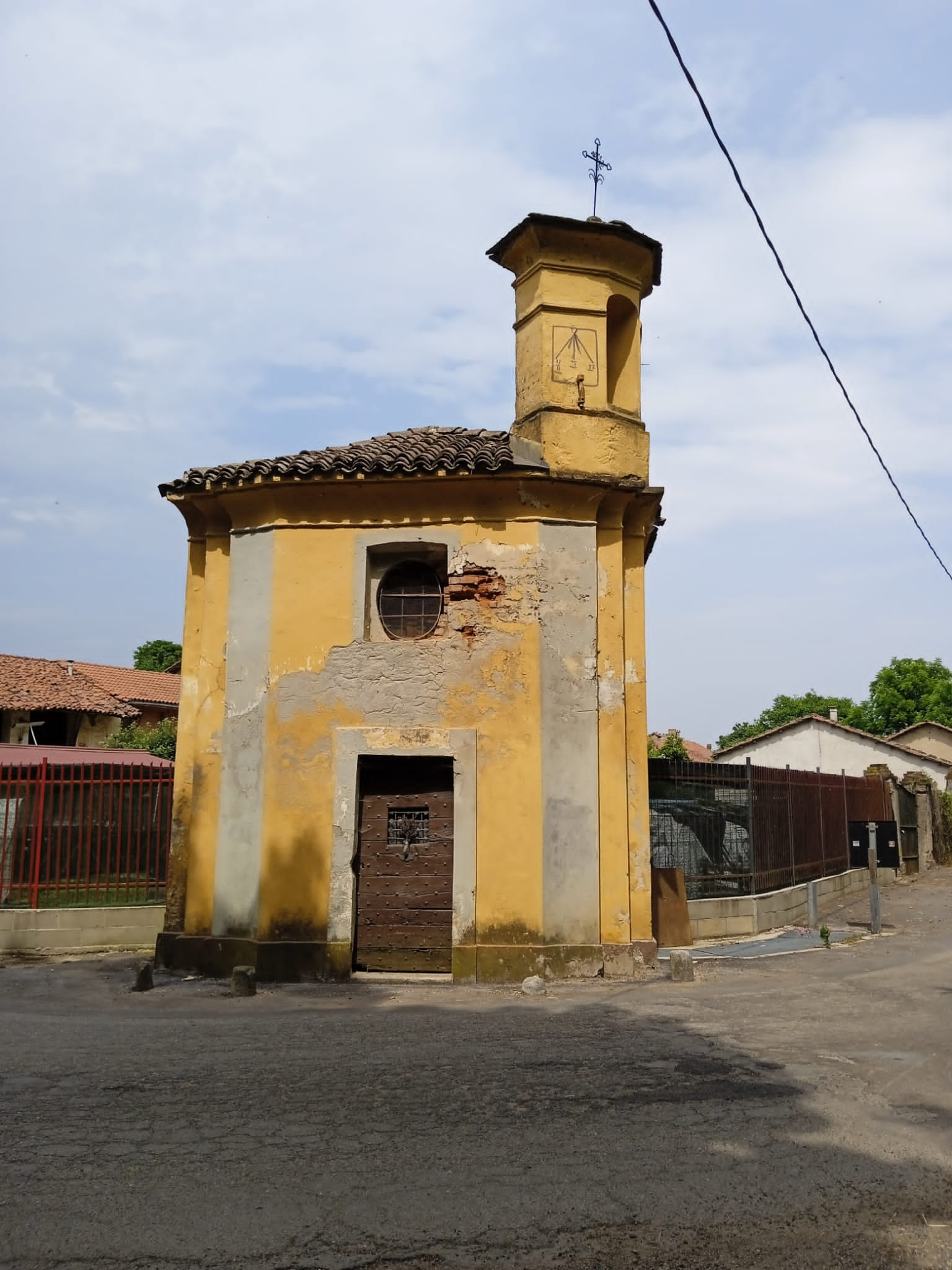
Veduta esterna della Cappella della Santa Croce nei pressi del Mulino di Borgonuovo a Osasio

L'Angiale viene chiamato dagli osasiesi Bealera del Mulin, perché la sua acqua era sfruttata per il funzionamento di un mulino sito in località Borgo Nuovo e attivo sino alla metà degli anni '50. L'impianto era utilizzato per la macinazione dei cereali e per la pesta delle mele e della canapa. L'edificio attuale innalzato nel corso del settecento sul sito di una costruzione più antica, fu ampliato e sopraelevato nel XIX secolo. Nel 1879 furono installate le attuali ruote di ferro in sostituzione di quelle precedenti in legno. All'interno sono ancora visibili tre delle quattro macine (palmenti) utilizzate per la frantumazione del grano. All'esterno sono conservate le ruote a pale, che azionavano le macine e l'attrezzatura per la pesta da canapa, ormai rarissima. Il mulino si inserisce in un quadro naturale raccolto e suggestivo, che rende Borgo Nuovo una meta irrinunciabile per il visitatore che percorre le strade della campagna osasiese.
Presso il mulino sorge la piccola cappella intitolata alla Santa Croce, eretta nel 1747. Privata di tutto l'arredo votivo e devozione da ripetuti furti, mantiene intatta la sua semplice architettura e recenti povere ma inutili decorazioni esterne: una rozza meridiana e l'indicazione del titolo.

## Società

### Evoluzione demografica
Abitanti censiti

Il comune di Osasio ha fatto registrare nel censimento del 1991 una popolazione pari a 593 abitanti. Nel censimento del 2001 si è registrato un aumento sensibile degli abitanti arrivati a 738 unità, saliti ulteriormente nel 2006 a quota 827, mostrando quindi negli ultimi quindici anni un aumento percentuale di abitanti pari al 39,5%.
Gli abitanti (431 maschi e 396 femmine) sono distribuiti in 330 nuclei familiari con una media per nucleo familiare di 2,5 componenti.

### Dati occupazionali
Sul territorio del comune risultano operanti 26 attività industriali con 155 addetti pari al 67,39% della forza lavoro occupata, 18 attività di servizio con 28 addetti pari al 12,17% della forza lavoro occupata, altre 9 attività di servizio con 24 addetti pari al 10,43% della forza lavoro occupata e 4 attività amministrative con 23 addetti pari al 10,00% della forza lavoro occupata.

## Cultura

### Biblioteche
A Osasio è presente una biblioteca civica da novembre 2009. Essa è situata nel Centro Polifunzionale, assieme ad altri servizi pubblici e culturali.

### Scuole
In paese sono presenti un nido, una scuola dell'infanzia e una scuola elementare.

L'edificio scolastico, situato nel centro del paese, appena dietro la chiesa parrocchiale, risale alla seconda metà dell'800; in origine era un caseggiato ad uso privato. All'inizio del XX secolo i locali furono adibiti a scuola, gestita da personale religioso che, contemporaneamente, si occupava anche dell'asilo poco distante. Durante la seconda Guerra Mondiale l'edificio non subì danni; negli anni '60 la scuola venne ristrutturata, ridimensionando lo spazio ricreativo e dotandola di servizi interni. In tempi recenti l'edificio è stato completamente riammodernato attraverso il rinnovo delle strutture esistenti e la costruzione di nuove aule destinate alla didattica e ad attività di laboratorio.

Per i più piccoli è presente una scuola dell'infanzia, ricavata nei locali storici del vecchio asilo. Quest'ultimo, fondato nei primi anni del Novecento e dedicato al suo fondatore Michele Peyretti, fu gestito fino a metà degli anni sessanta da un gruppo di suore, successivamente fu affidato a un'insegnante laica fino alla chiusura del 1985 causata dal calo demografico. La sua riapertura è avvenuta nel 2006 a seguito di un nuovo aumento della popolazione; i locali, pur rispettando lo stile originario, sono stati completamente ammodernati ricavando un ampio salone polivalente, la mensa e un locale per il riposo, all'esterno, inoltre, è disponibile un ampio giardino.

A partire dall'anno 2008/09 è anche disponibile un nuovo nido, costruito proprio di fronte alla scuola dell'infanzia.

## Amministrazione
Di seguito è presentata una tabella relativa alle amministrazioni che si sono succedute in questo comune dal 1985 ad oggi.
| Periodo           | Periodo           | Primo cittadino  | Partito                     | Carica  | Note  |
| ----------------- | ----------------- | ---------------- | --------------------------- | ------- | ----- |
| 11 settembre 1985 | 31 maggio 1991    | Roberto Doria    | Democrazia Cristiana        | Sindaco | [ 6 ] |
| 31 maggio 1991    | 10 giugno 1996    | Elio Chiaramello | -                           | Sindaco | [ 6 ] |
| 10 giugno 1996    | 17 aprile 2000    | Silvio Cerutti   | -                           | Sindaco | [ 6 ] |
| 17 aprile 2000    | 5 aprile 2005     | Silvio Cerutti   | lista civica                | Sindaco | [ 6 ] |
| 5 aprile 2005     | 30 marzo 2010     | Marco Lomello    | lista civica                | Sindaco | [ 6 ] |
| 30 marzo 2010     | 1º giugno 2015    | Silvio Cerutti   | lista civica                | Sindaco | [ 6 ] |
| 1º giugno 2015    | 21 settembre 2020 | Silvio Cerutti   | lista civica Con noi Osasio | Sindaco | [ 6 ] |
| 21 settembre 2020 | in carica         | Silvio Cerutti   | lista civica Vivere Osasio  | Sindaco | [ 6 ] |